# Kateřina Hešová

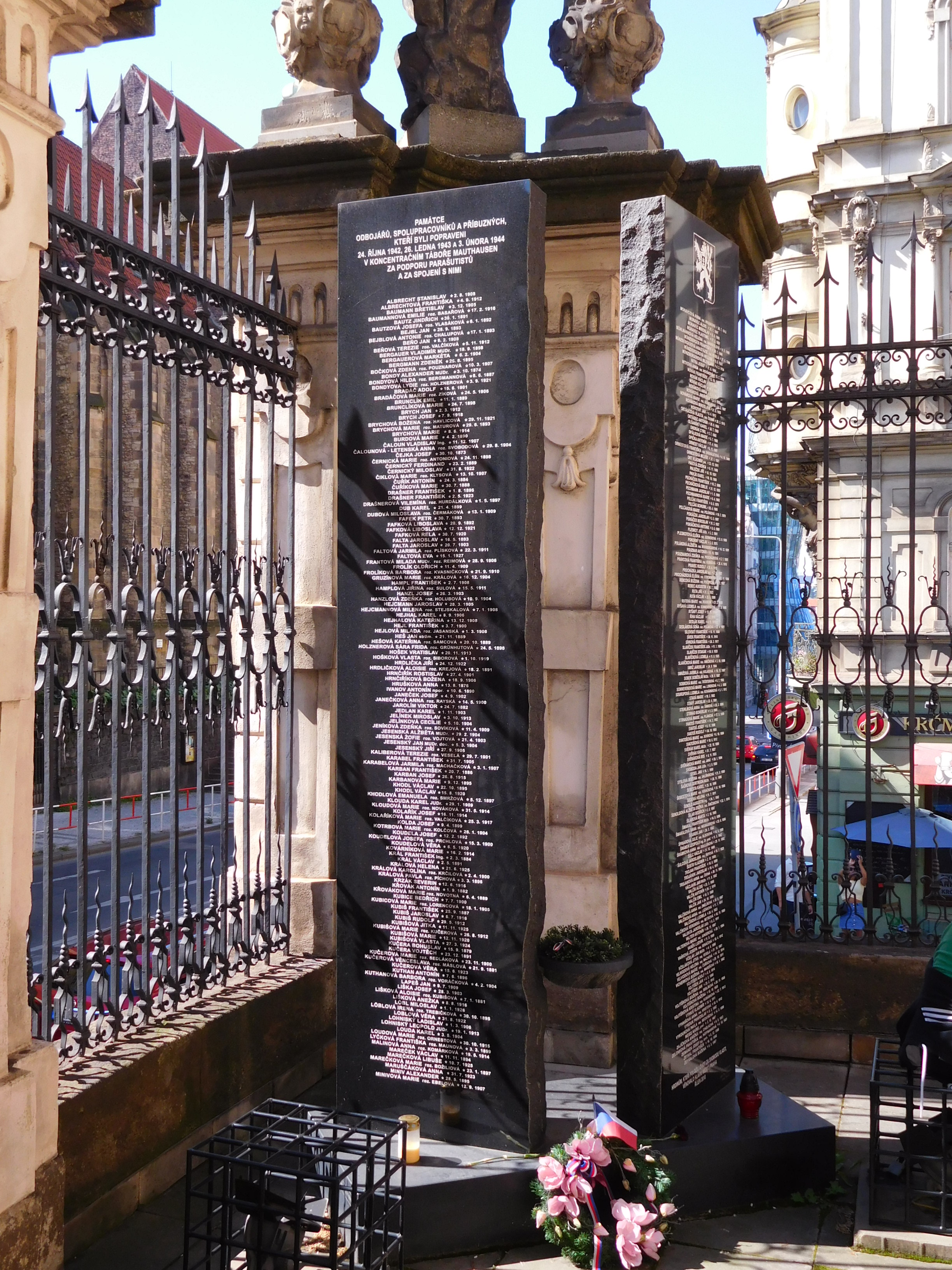
Pomník odbojářům popraveným a umučeným v souvislostí s operací Anthropoid (Resslova ulice)

Kateřina Hešová (20. října 1889 Votice – 24. října 1942 koncentrační tábor Mauthausen) byla za protektorátu spolu se svým manželem Janem Hešem účastnicí domácího protiněmeckého odboje na Benešovsku.

## Život
Kateřina Samcová se narodila 20. října 1889 ve Voticích do rodiny Václava Samce a jeho manželky Anny, roz. Kardové. V protektorátní době bydlela se svým manželem Janem Hešem v Bystřici u Benešova číslo popisné 226.
Její manžel Jan Heš se narodil 21. listopadu 1889 v obci Polšť v okrese Jindřichův Hradec. do rodiny Jana Heše staršího a jeho manželky Marie Hešové. Jan byl věřící a byl členem římskokatolické církve. Sloužil v řadách četnictva jako strážmistr, ale v Bystřici dělal v obecní knihovně knihovníka a ve volném čase hrál divadlo v místním ochotnickém spolku a také rád zahradničil.

### Odbojová činnost
Nejspíše již od 15. března 1939 se Jan Heš a Kateřina Hešová zapojili do domácího protiněmeckého odboje na Benešovsku. Se sokolskou odbojovou organizací v Praze udržoval Jan kontakt prostřednictvím svého přítele řídicího učitele z Nové Dubče Františka Kotrby. Kotrba v odboji spolupracoval se členem sokolské odbojové skupiny Jindra MUDr. Břetislavem Lyčkou z pražského Karlína. Dr. Lyčka patřil mezi podporovatele parašutistů výsadku Anthropoid. Organizoval ilegální schůzky s parašutisty a obstarával pro potřeby odboje falešné doklady. Léčil též zraněné československé vojáky po atentátu na Heydricha (konkrétně Jozefa Gabčíka a Jana Kubiše).  
Necelý měsíc po Čurdově zradě (16. června 1942) začalo gestapo v Praze hromadně zatýkat odbojáře v Karlíně a ve Vysočanech. MUDr. Břetislav Lyčka byl včas varován a od 16. července 1942 se ukrýval před zatčením gestapem mimo Prahu v domku v Ouběnicích u truhláře Ludvíka Vaňka (* 1909 v Ouběnicích) a jeho manželky Josefy Vaňkové (rozená Sekáčová, * 18. března 1912 v Tvoršovicích). A byla to právě odbojová síť na Benešovsku s manželi Hešovými, kteří tento úkryt Dr. Lyčkovi pomohli zajistit.

### Zatčení, výslechy, věznění, ...
Jan Heš byl zatčen gestapem 11. srpna 1942. Stanný soud v Praze jej v nepřítomnosti dne 29. září 1942 odsoudil k trestu smrti. Nejprve byl Jan držen v policejní vazbě v jihočeském Táboře, poté jej přesunuli do policejní věznice gestapa v Malé pevnosti v Terezíně. Odtud byl deportován do koncentračního tábora Mauthausen, kde byl usmrcen 24. října 1942 v 16.50 hodin střelou do týla z malorážní pistole v odstřelovacím koutě mauthausenského bunkru.
Kateřina Hešová byla rovněž zatčena a v Praze v nepřítomnosti odsouzena 29. září 1942 německým stanným soudem též k trestu smrti. Od 13. října 1942 byla vězněna také v Malé pevnosti v Terezíně. Dne 22. října 1942 byla deportována do koncentračního tábora Mauthausen. Zde byla následujícího dne (23. října 1942) evidována a druhý den 24. října 1942 ve 12.56 hodin zastřelena stejným způsobem a na stejném místě jako její manžel Jan.

## Dovětek
Dcera manželů Hešových – Irena Hešová (* 1926) – byla od srpna 1942 až do konce druhé světové války vězněny v Praze na Jenerálce, v internačním táboře ve Svatobořicích na jižní Moravě a v Plané nad Lužnicí. Osvobození Čech a Moravy se dožila.

## Připomínky
Její jméno (Hešová Kateřina roz. Samcová *20.10.1889) i jméno jejího manžela (Heš Jan stržm. *21.11.1889) jsou uvedena na pomníku při pravoslavném chrámu svatého Cyrila a Metoděje (adresa: Praha 2, Resslova 9a). Pomník byl odhalen 26. ledna 2011 a je součástí Národního památníku obětí heydrichiády.

Spolupracovníci v odboji
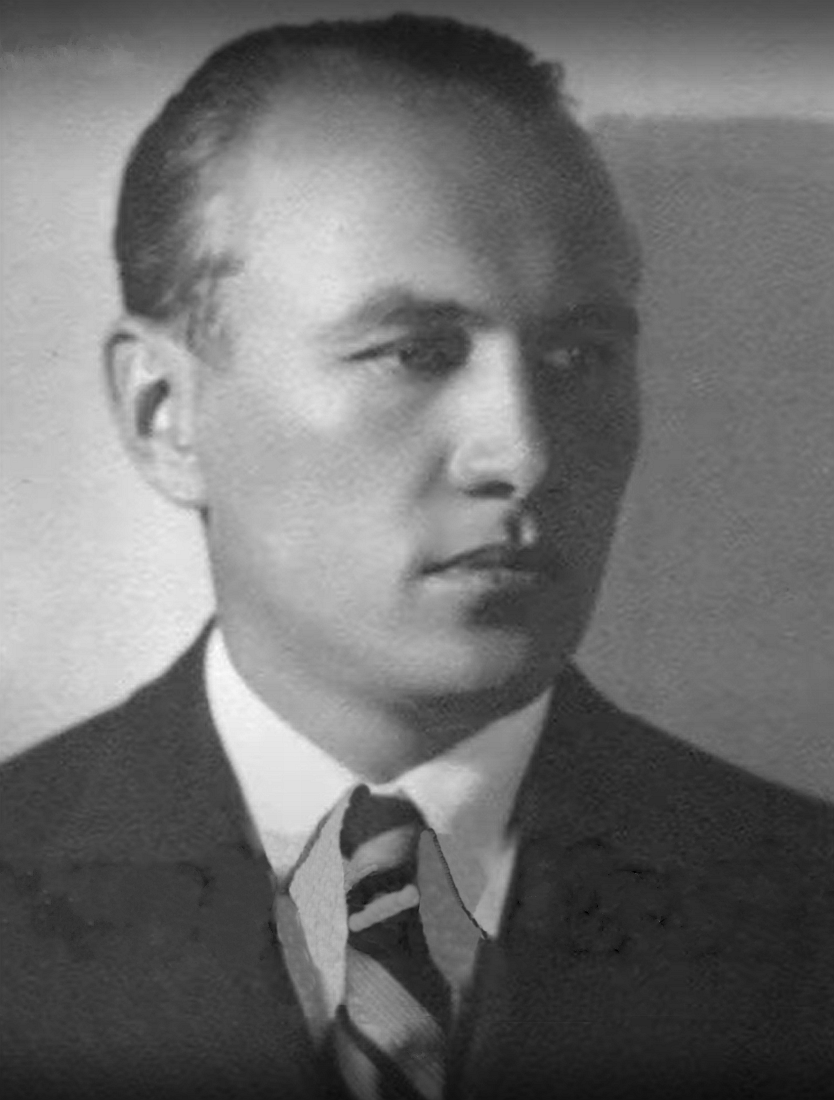
František Kotrba
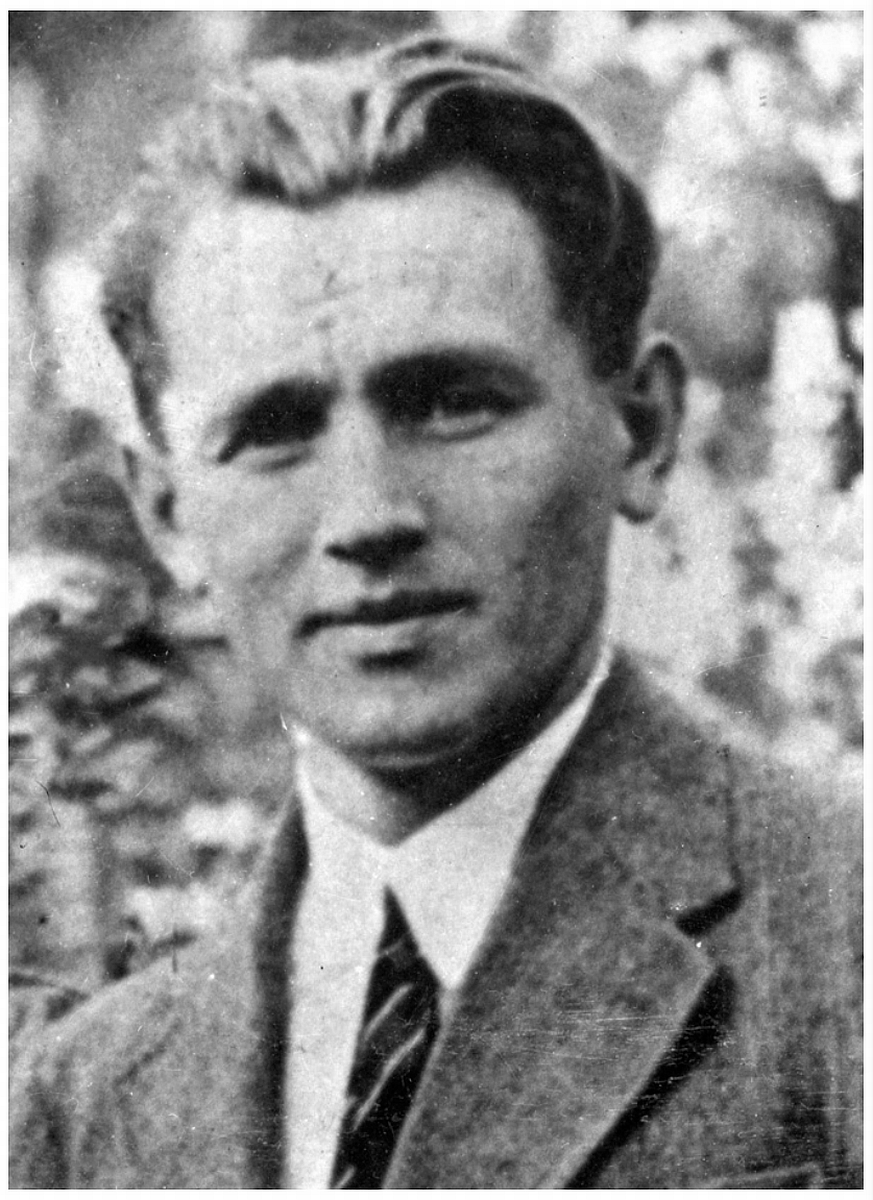
MUDr. Břetislav Lyčka